# Travian Robertson
Travian Jamal Robertson (Laurinburg, 9 dicembre 1988) è un giocatore di football americano statunitense che gioca nel ruolo di defensive tackle per i Seattle Seahawks  della National Football League (NFL). Fu scelto nel corso del settimo giro (249º assoluto) del Draft NFL 2012 dagli Atlanta Falcons. Al college ha giocato a football a South Carolina.

## Carriera professionistica

### Atlanta Falcons
Il 28 aprile 2012, Robertson fu scelto nel corso del settimo giro del Draft 2012 dagli Atlanta Falcons. Nella sua stagione da rookie disputò 7 partite, nessuna delle quali come titolare, mettendo a segno 2 tackle.

### Seattle Seahawks
Nel novembre 2014, Robertson firmò con i Seattle Seahawks dopo l'infortunio che pose fine alla stagione di Brandon Mebane.

## Statistiche
| Partite totali      | 12 |
| Partite da titolare | 0  |
| Tackle totali       | 4  |
| Sack                | 0  |
| Intercetti          | 0  |

Statistiche aggiornate alla settimana 12 della stagione 2014